# Autobiografie
Eine Autobiografie (altgriechisch αὐτός autós „selbst“, βίος bíos „Leben“ und -graphie) oder Selbstbiographie ist die Beschreibung der eigenen Lebensgeschichte oder von Abschnitten derselben aus der Retrospektive (im Gegensatz etwa zum Tagebuch). Das Besondere dieser literarischen Form besteht in der Identität zwischen Autor, Erzähler und Protagonisten. Trotz ihrer explizit subjektiven Perspektive hat die Autobiografie einen größeren Objektivitätsanspruch als der autobiografische Roman. Die der Autobiografie verwandte Form der Memoiren legt ein besonderes Gewicht auf die Darstellung zeitgeschichtlicher Ereignisse. Ihr „Grenzgängertum zwischen Geschichte und Literatur“ bringt die Autobiografie in eine literarische „Randposition“. Mit ihrer Hilfe werden jedoch auch Kernbereiche der Literaturwissenschaft grundlegend neu definiert (etwa von Paul de Man).

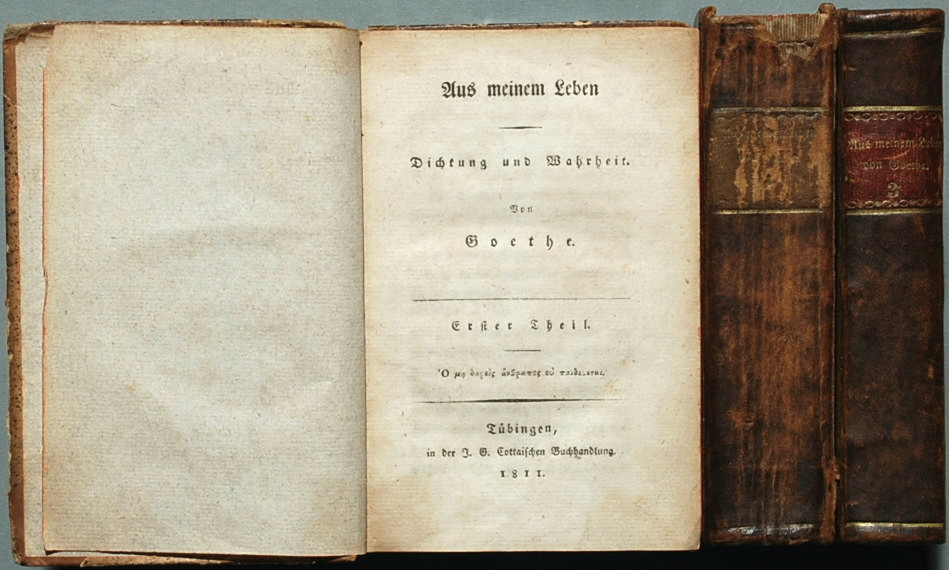
Erstdruck von 1811-1814 der dreibändigen Autobiografie Aus meinem Leben. Dichtung und Wahrheit von Johann Wolfgang von Goethe

## Theorie der Autobiografie

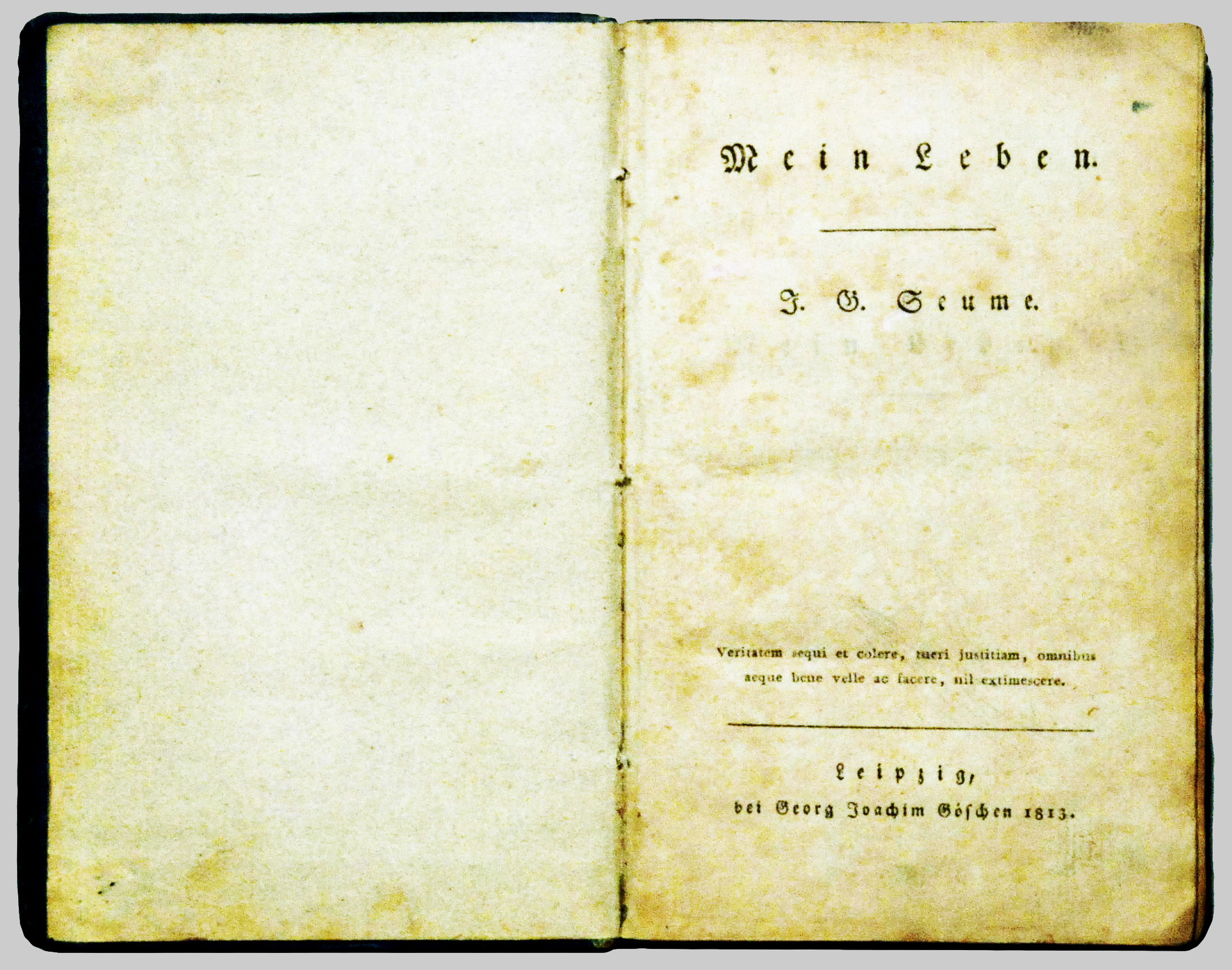
Mein Leben von Johann Gottfried Seume, Titelblatt der Erstausgabe, Göschen, Leipzig 1813

Autobiografien beziehen sich in gewisser Weise auf die historische Realität, dies macht die Autobiografie zu einem referentiellen Text. Andererseits ist es auch offenkundig, dass sie diesem Anspruch nicht genügen kann, da der objektiven Berichterstattung die subjektive Autorposition gegenübersteht. Es ist offensichtlich, dass niemand in der Lage ist, die subjektive Wahrnehmung hinter sich zu lassen. Die Autobiografie ist, im Gegensatz zu den rein fiktionalen Gattungen, durch die strukturelle Offenheit zum Ende hin gekennzeichnet: den eigenen Tod hat noch kein Autobiograf beschrieben.  In der Literatur gibt es allerdings zahlreiche Beispiele, wo Schriftsteller ihren eigenen Tod imaginiert und vorweggenommen haben, siehe das Testament des François Villon und Franz Kafkas Die Verwandlung. Einige autobiografische Bücher, die der Bewältigung der eigenen, lebensbedrohlichen und auf Dauer traumatisierenden Erlebnisse in den Konzentrationslagern der Nazis dienten, so beispielsweise Imre Kertész, beinhalten auch Todeserfahrungen. Die Grenze zwischen autobiografischen und fiktionalen Texten wird dann fließend, wenn ein Autor ein fiktives Geschehen mit autobiografischen Elementen kombiniert, sodass ein autofiktionaler Text entsteht.
In diesem Sinne schreibt Wilhelm II. seine Memoiren; Goethes Autobiografie Dichtung und Wahrheit endet mit seinem ersten großen Bucherfolg.

## Geschichte der Autobiografie
Zahlreiche Beispiele in → Liste autobiografischer Werke

### Autobiografie in der klassischen Antike
Bei der Feststellung der griechischen Autobiografie der klassischen Zeit stößt man auf Probleme. So gibt es zwar Texte mit autobiografischen Tendenzen, aber keine Autobiografie an sich. Ein Beispiel ist der nur in Fragmenten erhaltene Reisebericht des Ion von Chios (FGrHist 392 F 4-7). Auch in den nächsten beiden Punkten wird deutlich, dass man sich anderer Gattungen bedienen muss, um autobiografische Texte abzufassen.
- Platons 7. Brief – sofern er denn nicht gefälscht ist – gibt uns Auskunft über die Erlebnisse auf Sizilien und damit verbunden über seine Entwicklung, die dorthin geführt hat.
- Isokrates’ Antidosis ist eine 355/354 v. Chr. veröffentlichte Rede, die in enkomiastischen Tönen das Leben des Isokrates schildert. Der Text soll Zeugnis über seinen Charakter und seine Gesinnung ablegen, da seine guten Eigenheiten häufig verkannt würden, wie er selbst bekennt.
- Im Hellenismus kam das Genre der politischen Autobiografie, die Hypomnemata, auf. Dies ist nicht zu verwechseln mit den Ephemeriden genannten Hofjournalen, die eher den Charakter einer Chronik hatten.
- Aratos von Sikyon (271–213 v. Chr.) schreibt um 215 v. Chr. eine Autobiografie, in der er sein politisches Handeln rechtfertigt. Aratos befreite große Teile Griechenlands von der Makedonenherrschaft, schloss aber aufgrund des Erstarken Spartas ein Bündnis mit den Makedonen. Seine Schrift dient als Rechtfertigung hierfür.
- Ptolemaios VIII. Euergetes II. (ca. 182–116 v. Chr.) schrieb eine 24-bändige Autobiografie, die uns in den Deipnosophistai (Gelehrten-Gastmahl) des Athenaios in Auszügen erhalten ist. Es sind nur die Passagen der Autobiografie überliefert, die sich auf Essen und Trinken beziehen.

### Autobiografie in der Spätantike
Der Kirchenlehrer Augustinus verfasste in den Jahren 397-401 unter dem Titel Confessiones (lat.: Bekenntnisse) autobiografische Betrachtungen. Er entwirft hier nicht nur ein Selbstporträt, sondern stellt den Zusammenhang des eigenen Lebens kontinuierlich dar und bedient sich damit wesentlicher gattungskonstitutiver Merkmale, der Historizität und der Chronologie.

### Neuzeitliche Autobiografik
Die Entwicklung der literarischen Gattung Autobiographie wird häufig mit der Entfaltung des Bürgertums der freien Städte in Verbindung gebracht. Allerdings gab es bereits vorher, insbesondere was den deutschsprachigen Raum betrifft, mittelalterliche Erlebnisberichte von Mystikerinnen und Mystikern, die autobiographische Bezüge aufweisen, so beispielsweise in den Schriften von Mechthild von Magdeburg (1207–1290), Margareta Ebner (1291–1351) und Katharina Tucher († 1488). Nach Bihlmeyer gilt die Vita des Dominikaners und Mystikers Heinrich Seuse (ca. 1295–1366) als das „wohl erste Beispiel einer vom Helden selbst verfassten, bzw. autorisierten und herausgegebenen Autobiographie in deutscher Sprache“.
Der Verfasser der ersten modernen deutschsprachigen Autobiographie war Burkard Zink (1396–1474). Weitere frühneuzeitliche Autobiografien stammen von Johann Steinwert von Soest (1448–1506), Ludwig von Diesbach (1452–1527), Hans Frenzel (1463–1526), Johannes Butzbach (1477–1516), Matthäus Schwarz (1497–1574), Thomas Platter (1499–1582) und Hermann von Weinsberg (1518–1597). Diese Werke sind als echte Autobiografien aufzufassen und enthalten Darstellungen des gesamten Lebens, einschließlich Kindheit und Jugend.
Mit der wachsenden Rolle des Individuums ab der Renaissance wuchs das Potential für autobiografisches Schrifttum (vgl. zum Beispiel Francesco Petrarca). Eine besondere Schwelle stellt dabei die Aufklärung im 18. Jahrhundert dar (Jean-Jacques Rousseaus „Bekenntnisse“ als säkularisiertes Pendant zu den Confessiones des hl. Augustinus).
Seit dem 19. Jahrhundert hat sich die Produktion autobiographischer Literatur stetig vermehrt und ist heute Teil des boomenden Sachbuchmarktes geworden. Politiker, Künstler und andere Prominente verfassen, häufig mithilfe von „Ghostwritern“, Autobiografien, die nicht selten den Charakter von Rechtfertigungsschriften haben. Für Autobiografien, die aus dem Wunsch heraus geschrieben werden, eine vorübergehende Berühmtheit kommerziell zu nutzen, hat Paul Delaney den Begriff der Ad-hoc-Autobiografie geprägt. Aber auch die sogenannten „einfachen“ und „kleinen“ Leute lassen sich beim Verfassen ihrer Lebensgeschichten immer häufiger von professionellen Ghostwritern helfen.
Wissenschaftlich findet seit den 1970er Jahren im Zuge der Forschungsausrichtung Geschichte von unten und der sozialwissenschaftlichen Biografieforschung die populare Autobiografik vermehrtes Interesse. Es handelt sich dabei in der Regel um privat für den Familienkreis verfasste Schriften, die als Quellen für vergangene historische Verhältnisse dienen können. Auch die Oral History von Zeitzeugen wird zunehmend in Interviewform schriftlich festgehalten. Die Dokumentation lebensgeschichtlicher Aufzeichnungen an der Universität Wien verfügt etwa über eine Sammlung von etwa 3000 solcher autobiografischer Lebenszeugnisse. Ähnliche Institutionen finden sich heute in nahezu allen europäischen Ländern. Ein besonders prominenter Sammler autobiografischer Zeugnisse war der deutsche Schriftsteller Walter Kempowski (Das Echolot).

## Bekannte Autobiografien
Ein Name für solch ein Werk in der Antike war apologia. Es handelte sich dabei eher um eine Rechtfertigung als um Introspektion. John Henry Newmans Autobiografie ist eine Apologia pro vita sua. Augustinus benutzte den Titel Confessiones für sein autobiographisches Werk und Jean-Jacques Rousseau übernahm diesen Titel auf Französisch: Confessions.The Autobiography of Benjamin Franklin, die erste säkulare Biografie, die in den USA publiziert wurde, diente späteren US-amerikanischen Autobiografien als Modell. Otto von Bismarck schrieb Gedanken und Erinnerungen als Apologie. Zu den bekanntesten deutschsprachigen Autobiografien zählen Goethes Dichtung und Wahrheit und Johann Gottfried Seumes Mein Leben.
Elias Canetti hat einen mehrteiligen Autobiografie-Zyklus veröffentlicht, für den er u. a. 1981 den Nobelpreis für Literatur bekam. Mark Twain war wahrscheinlich die erste Person, die Fotografien in ihre Autobiografie aufnahm.

## Biographie-Sammlungen
- Liste autobiografischer Werke
- Deutsche Autobiographien 1690-1930, Hrsg.: Oliver Simons, elektronische Ressource, Digitale Bibliothek Band 102, Directmedia Publishing Berlin 2004, ISBN 3-89853-502-9

## Hörfunk
- Mein Ich und ich. Über die Notwendigkeit, sich erinnern zu können. Essay von Peter Wickum. In: SWR2 Leben, 29. Januar 2008.